# 大陵增八
仙女座64，又名BD+49 649，HD 14770、SAO 38005、HR 694，是仙女座的一颗恒星，视星等为5.19，位于銀經137.86，銀緯-10.15，其B1900.0坐标为赤經2h 17m 46s，赤緯+49° -10.15′ 11″。